# Барселона Џипси Балкан Оркестар
Барселона Џипси Балкан Оркестар (БГКО) је бенд који је настао 2012. године у Барселони, Шпанија. Бенд свира музику различитих жанрова, укључујући клезмер музику, џез мануш и ромску музику. БГКО такође свира музику са простора Источне Европе и црпи инспирацију из музике Јужне Америке, Шпаније и Блиског истока.
Бенд се раније звао Барселона Џипси Клезмер Оркестар (Barcelona Gipsy Klezmer Orchestra (BGKO)) , али је 2015. променио назив у Барселона Џипси Балкан Оркестар (Barcelona Gipsy balKan Orchestra) и притом, задржао стари акроним БГКО.

## Историја
Садашњи чланови БГКО-а су певачица Сандра Сангијао и њу прате Матија Широза на хармоници, Жулијен Шантал на гитари, Стелиос Тогијас на перкусијама, Иван Ковачевић на контрбасу, Данијел Карбонел на кларинету и Александар Сора на виолини. БГКО укључује и ротирајуће "номадске" музичаре.
Ова несвакидашња група на сцени појавила се први пут у пролеће 2012. године, када се једанаест музичара окупило у Барселони на прослави Светског дана Рома.
Године 2013., Барселона Џипси Клезмер Оркестар је самостално објавио свој први албум, Имбарка, који је поново објављен 2014. године укључујући и винил ЕП плочу Сателит К. Поновно објављивање донело је и три нове песме: "Хаста сијемпре, Команданте", "Цигани Љубијат Пешњи" и "Ла дама де Араго". Након Сателит К-а, БГКО је ишао на турнеју по Италији, Грчкој, Малти, Србији, Словенији, Немачкој и Француској. Такође, наступао је на концертима и фестивалима у Шпанији и у Аудиторијуму Барселоне.
БГКО је био домаћин Балканског поновног уједињења у марту 2015. године, који је окупио многе успешне балканске музичаре широм Европе, укључујући и македонског саксофонисту Феруса Мустафова, Владо Креслина и турску певачицу Нихан Девићоглу. Око 1300 људи присуствовало је концерту који се одржавао у Сали Аполо у Барселони. БГКО-ов други албум који је настао на основу овог концерта, објављен је у септембру 2015. године. У току 2015. године бенд је свирао у Гранади, Малаги, Ириској, Холандији, Француској, Аустрији, Швајцарској, Србији, Немачкој и Истанбулу.
БГКО-ова верзија "Ђелем, ђелем", интернационалне ромске химне, има више од десет милиона прегледа на јутубу.
Од пролећа 2015. године БГКО је потписао уговор са Дигерс Мјузик.

## Дискографија
- Imbarca (2012)
- Balkan Reunion (2015)
- Europa cierra la frontera – Soundtrack ("Европа затвара границу") (2016)
- Del Ebro al Danubio ("Од Ебра до Дунава") (2016)
- Avo Kanto (2018)
- Nova Era (2020)